# پاپ (کانال تلویزیونی اسلوونی)
پاپ (انگلیسی: Pop)، یک کانال تلویزیونی عمومی اسلوونیایی است که توسط Pro Plus d.o.o.، یکی از شرکت‌های تابعه شرکت رسانه‌ای اروپای مرکزی (سی‌ای‌تی‌وی) (CME) اداره می‌شود، که به نوبه خود متعلق به شرکت سرمایه‌گذاری جمهوری چک پی‌پی‌اف است.